# Henri Dulieux
Henri Joseph Marie Dulieux (* 10. Mai 1897 in Lille; † 29. Mai 1982 in Chantepie) war ein französischer Degenfechter.

## Erfolge
Henri Dulieux wurde 1938 in Piešťany im Mannschaftswettbewerb Weltmeister. Noch im  Jahr zuvor hatte er in Paris mit der Mannschaft Silber gewonnen. Bei den Olympischen Spielen 1936 in Berlin schied er in der ersten Runde der Einzelkonkurrenz aus, während er mit der Mannschaft in die Finalrunde einzog. Diese wurde hinter Italien und Schweden auf dem dritten Rang beendet, sodass Dulieux gemeinsam mit Georges Buchard, Philippe Cattiau, Michel Pécheux, Bernard Schmetz und Paul Wormser die Bronzemedaille erhielt.